# Oxalis pycnophylla
Oxalis pycnophylla är en harsyreväxtart som beskrevs av Hugh Algernon Weddell. Oxalis pycnophylla ingår i släktet oxalisar, och familjen harsyreväxter. Inga underarter finns listade i Catalogue of Life.